# 1998-1999シーズンのNBA
1998-1999シーズンのNBAは、NBAの53回目のシーズンである。

## ドラフト
ドラフトではマイケル・オロウォカンディがロサンゼルス・クリッパーズから全体1位指名を受けた。オロウォカンディはその後近年最も期待外れだったドラフト1位指名選手という評価を下されるようになってしまったが、この年のドラフト候補生はマイク・ビビー(2位)、レイフ・ラフレンツ(3位)、アントワン・ジェイミソン(4位)、ヴィンス・カーター(5位)、ロバート・トレイラー(6位)、ジェイソン・ウィリアムス(7位)、ラリー・ヒューズ(8位)、ダーク・ノヴィツキー(9位)、ポール・ピアース(10位)、ボンジ・ウェルズ(11位)、マイケル・ドレアック(12位)、キーオン・クラーク(13位)、マイケル・ディッカーソン(14位)、マット・ハープリング(15位)、ブライス・ドリュー(16位)、ラドスラフ・ネステロビッチ(17位)、パット・ギャリティ(19位)、リッキー・デイビス(21位)、ブライアン・スキナー(22位)、ティロン・ルー(23位)、アル・ハリントン(25位)、ウラジミール・ステパニア(27位)、ナジー・モハメド(29位)、ルーベン・パターソン(31位)、ラシャード・ルイス(32位)、ジェラニ・マッコイ(33位)、シャモンド・ウィリアムズ(34位)、ブルーノ・サンドフ(35位)、ジェローム・ジェームズ(36位)、レイファー・アルストン(39位)、カッティノ・モブリー(41位)、ジャハイディ・ホワイト(42位)、ショーン・マークス(44位)、グレッグ・バックナー(53位)、ライアン・ボウエン(55位)ら才能豊かなタレントが揃った。ドラフト外選手にはアール・ボイキンス、アンソニー・カーター、ゼンドン・ハミルトン、マイク・ジェームス、スタニスラフ・メドベデンコ、ブラッド・ミラー、タイロン・ネスビーらがいる。
オールスターには、A・ジェイミソン、V・カーター、D・ノヴィツキー、P・ピアース、L・ルイスの5人が選出されている。また、A・ミラーはドラフト外からオールスターに選出されている。
　詳細は1998年のNBAドラフトを参照

## ロックアウト
80年代のマジック・ジョンソンとラリー・バードの活躍、バルセロナオリンピックへのドリームチームの派遣を経て、世界で最も有名なバスケット選手となったマイケル・ジョーダンの活躍でかつてない高みへと上り詰めたNBAは、1998年のファイナルでは歴代最高視聴率を収めるなど、一つの頂点を迎えていた。80年代初頭は殆どのチームが赤字経営に苦しんでいたが、この頃にはリーグ全体が潤い、リーグや球団が得た利益はサラリーという形で選手らに還元され、この時期選手のサラリーは異常なまでの高騰を見せた。サラリーキャップが導入された1984年当時の平均サラリーは33万ドルだったのに対し、このシーズンは300万ドルと、ほぼ10倍となっている。正に我が世の春を謳歌していたNBAにおいて、1998年に発生したロックアウトは当時のNBAの金満体質を露呈すると共に、世界中を席巻したNBAブームが急速に冷え込む事態を招いた。
ロックアウトに繋がった労使交渉の決裂の原因は幾つかあるが、その最大の原因はやはり選手のサラリー問題である。問題の発端は1994年のバック・ウィリアムス事件に遡る。当時も労使交渉においてオーナー側と選手会側はやはりサラリー問題で衝突して最初のロックアウト危機が起きたが、実際にはロックアウトは起きず新協定締結は先送りする形で新シーズンは保護された。そして翌年再び労使交渉に入ったがまたもや両者は決裂。オフシーズンには事実上NBA初となるロックアウトが発生しているが、双方が妥協する形で無事に新労使協定が結ばれ、新シーズンが始まる前にロックアウトは解除されている（その後の1996年の7月11日にも、テレビ放映権の収益に関する問題で、僅か2時間だけのロックアウトが発生している）。しかしこの時労使協定に盛り込まれた「ラリー・バード例外条項の復活」が問題だった。
ラリー・バード例外条項とは、3年間同じチームでプレイした選手は、サラリーキャップ上限額に制限されずにMAX契約を結ぶことができる、というものである。この特別ルールが復活した結果、チームの総サラリーがサラリーキャップ上限額を超えるチームが続出した。前季の1997-98シーズンの上限額は1チームにつき2690万ドルだったのが、実際には1チーム辺り3200万ドルが支払われていたのである。この事実が明らかとなり、リーグ側はラリー・バード例外条項を再び廃止しようと画策したが、これに選手会側が猛反発した。
問題は他にもあり、1995年の新協定にラリー・バード例外条項復活と同時に盛り込まれたルーキー・サラリーキャップ制度（3年後に自由契約となる段階的なサラリーキャップ）により、当時4年目を迎えた1995年のNBAドラフト組が次々と巨額契約を結び、これに対しベテラン選手たちが強い不満を持ち、オフの契約交渉でチームに対し巨額契約を要求した結果、当時のサラリー高騰問題に拍車を掛けた。特にミネソタ・ティンバーウルブズ所属のケビン・ガーネットが結んだ6年1億2000万ドルという当時のNBA歴代最高契約は様々な波紋を呼んだ。またデビッド・スターンのコミッショナー就任後、特に薬物問題に対するリーグ側の厳しい処罰、薬物検査、度々発動されるコミッショナー権限に対して反感が募り、当時渦巻いていた様々な不満が爆発して選手会側の態度を硬化させるに至った。
旧労使協定の期限切れに伴い、1998年3月から両者の交渉がスタート。6月22日には『ハードキャップ』導入を視野に入れるオーナー側に対し、選手会側は「ハードキャップを含むいかなる提案も拒否する」と突っぱね、会議は僅か30分で終了し両者は完全に決裂。6月30日にはオーナー側がロックアウトへ向けた最終通告を出し、そして7月1日、ついにNBA史上3度目のロックアウトに突入する。
8月6日には交渉が再開されるが、今度は選手会側の提案を聞いたオーナー側が即座に席を立って退出し、両者の間の溝はよりいっそう深いものとなった。この頃選手会はロックアウト期間中も選手たちに給料を支払うよう裁判に訴えたが、仲裁人のジョン・フィーリックがオーナー側を支持したため、問題はより複雑化する。9月に入っても交渉は一向に進まず、リーグはエキシビジョンゲーム（プレーシーズン）の休止とトレーニングキャンプの無期延期を発表。新シーズン開幕が間近に迫った10月には、ようやく何度かの会合が持たれたかが、いずれも目立った成果を挙げることができず、ついに新労使協定が結ばれないまま11月を迎えてしまい、ロックアウトによるシーズン短縮がここに現実となった。
12月に入っても交渉は進展を見せず、「シーズン消滅の可能性もありうる」とコメントしたスターンコミッショナーが解決に向けて動き、年の瀬が迫った12月23日に選手会の代理人を務めていたウィリアム・ハンターと会い、妥協案を探った。そして年を跨いだ1月4日、リーグとオーナーは選手会に対し妥協案を提出すると共に、新協定が結ばれなければ翌シーズンは選手の総入れ替えもありうるという最終通告を出した。1月5日、ニューヨークで選手会による新協定の是非を巡る投票が行われ、そして1月6日、極秘会議の末にスターンとハンターの合意のもと、約半年にわたって続いたロックアウトが、ようやく解除された。
新協定の主な内容は以下の通り。
- 有効期限は6年間。2005年に更新される。
- サラリー抑制のため、昇給率は新規契約の場合は年10%、再契約の場合は12.5%とする。
- 保証金（エクスロー）制度のエクスロー率を10%とする。全選手の総サラリーがBRI（リーグの全収益）の55%を超えた場合、各選手から集められた保証金から超えた分だけの額を、各チームのオーナーに返還される。なお、サラリーキャップは引き続きBRIの48.3%とする。
- ラリー・バード例外条項の継続。
- 100万ドル例外条項（チームサラリーがサラリーキャップを超えているチームでも、この条項以内の金額であれば、1名もしくは複数のフリーエージェントと契約できる。後にバイアニュアル例外条約に改名される）など、更なる例外条項の追加。ミドル例外条項導入も合意された。
- 1998－99シーズンの選手へのサラリーの支払いは、満額の60%とする。

このロックアウトでNBAが被った打撃は甚だ大きく、リーグ全体が負った経済的損失は10億ドルと言われている。またNBAファンの目には「支出を渋りたいオーナーと、もっとお金が欲しい選手同士の争い」としか映らず、ファン不在の中で敢行されたロックアウトは、人々のNBAへの心象を著しく損ねたことは明らかだった。遅れに遅れた開幕戦は2月5日に行われたが、シーズンは32試合を削った50試合に短縮され、オールスターも開催されないことになり、ジョーダンらの活躍で大いに高まったNBAへの熱気も、この約2ヶ月間の空白期間で冷めてしまう結果を招いた。そして多難に見舞われたNBAに、更なる追い討ちを与えたのが、NBA人気を支え続けたマイケル・ジョーダンの引退であった。

## ブルズの解体
2度のスリーピート（三連覇）などで栄華を極め、90年代のリーグを支配したシカゴ・ブルズだが、その終焉はあっという間の出来事だった。オフには1989年からヘッドコーチを務めたフィル・ジャクソンが退任し、後任としてティム・フロイドが就任。契約問題でチームフロントと確執を抱えていたスコッティ・ピッペンはサイン・アンド・トレードでヒューストン・ロケッツに移籍した上で、念願の高額契約を獲得している。またフリーエージェントとなったデニス・ロッドマンはロックアウト解除後も暫くはどのチームとも契約することが出来ず、50試合に短縮されたシーズンが約半分過ぎた頃にロサンゼルス・レイカーズと契約した (数試合後に解雇)。ほかにもスティーブ・カーはサンアントニオ・スパーズへ、ルーク・ロングリーはフェニックス・サンズにそれぞれ移籍している。そしてマイケル・ジョーダンは1月13日に引退を表明した。これでブルズ王朝を支えた中心選手はトニー・クーコッチとロン・ハーパーしか残留せず、ブルズはオフとロックアウト期間中の間に、全く別のチームに様変わりした。
王朝解体はリーグ全体の勢力図を大きく塗り替えることになった。これまでイースタン・カンファレンスはブルズの一党独裁体制が続いていたが、以後は群雄割拠の時代を迎え、プレーオフを勝ち進んでファイナルに進出するチームは毎年のように入れ替わり、チームの浮き沈みも激しいものとなって、長期に渡って安定した成績を収めるチームも減少する本命不在の時代となった。一方ウエスタン・カンファレンスは強豪チームが犇くようになり、上位争いは熾烈を極め、また優勝はこのシーズンから2007年の9回のファイナルのうち、7回をウエストのチームが制覇した。NBAは西高東低、いわゆるワイルド・ワイルド・ウエストの時代を迎えるのである。
またブルズの解体、特にジョーダンの引退は、ロックアウトと同時期だったこともり、その後のリーグ経営に大きな影響を及ぼした。ジョーダンに取って代わるスーパースターの不在、内輪もめの延長とも言えるようなロックアウトは、一つの頂点を迎えていたNBA人気に冷水を浴びせることとなり、以後観客動員数は横ばいとなり、テレビ中継の視聴率も低下するなど、NBAの人気は停滞することになる。

## シーズン

### オールスター
～ロックアウトのため開催されず～

### イースタン・カンファレンス
| Team                     | W  | L  | PCT  | GB |
| ------------------------ | -- | -- | ---- | -- |
| マイアミ・ヒート         | 33 | 17 | .660 | -  |
| オーランド・マジック     | 33 | 17 | .660 | -  |
| フィラデルフィア・76ers  | 28 | 22 | .560 | 5  |
| ニューヨーク・ニックス   | 27 | 23 | .540 | 6  |
| ボストン・セルティックス | 19 | 31 | .380 | 14 |
| ワシントン・ウィザーズ   | 18 | 32 | .360 | 15 |
| ニュージャージー・ネッツ | 16 | 34 | .320 | 17 |

| Team                           | W  | L  | PCT  | GB |
| ------------------------------ | -- | -- | ---- | -- |
| インディアナ・ペイサーズ       | 33 | 17 | .660 | -  |
| アトランタ・ホークス           | 31 | 19 | .620 | 2  |
| デトロイト・ピストンズ         | 29 | 21 | .580 | 4  |
| ミルウォーキー・バックス       | 28 | 22 | .560 | 5  |
| シャーロット・ホーネッツ       | 26 | 24 | .520 | 7  |
| トロント・ラプターズ           | 23 | 27 | .460 | 10 |
| クリーブランド・キャバリアーズ | 22 | 28 | .440 | 11 |
| シカゴ・ブルズ                 | 13 | 37 | .260 | 20 |

### ウエスタン・カンファレンス
| Team                         | W  | L  | PCT  | GB |
| ---------------------------- | -- | -- | ---- | -- |
| サンアントニオ・スパーズ     | 37 | 13 | .740 | -  |
| ユタ・ジャズ                 | 37 | 13 | .740 | -  |
| ヒューストン・ロケッツ       | 31 | 19 | .620 | 6  |
| ミネソタ・ティンバーウルブズ | 25 | 25 | .500 | 12 |
| ダラス・マーベリックス       | 19 | 31 | .380 | 18 |
| デンバー・ナゲッツ           | 14 | 36 | .280 | 23 |
| バンクーバー・グリズリーズ   | 8  | 42 | .160 | 29 |

| Team                               | W  | L  | PCT  | GB |
| ---------------------------------- | -- | -- | ---- | -- |
| ポートランド・トレイルブレイザーズ | 35 | 15 | .700 | -  |
| ロサンゼルス・レイカーズ           | 31 | 19 | .620 | 4  |
| サクラメント・キングス             | 27 | 23 | .540 | 8  |
| フェニックス・サンズ               | 27 | 23 | .540 | 8  |
| シアトル・スーパーソニックス       | 25 | 25 | .500 | 10 |
| ゴールデンステート・ウォリアーズ   | 21 | 29 | .420 | 14 |
| ロサンゼルス・クリッパーズ         | 9  | 41 | .180 | 26 |

### スタッツリーダー
| 部門       | 選手                 | チーム                   | AVG  |
| ---------- | -------------------- | ------------------------ | ---- |
| 得点       | アレン・アイバーソン | フィラデルフィア・76ers  | 26.8 |
| リバウンド | クリス・ウェバー     | サクラメント・キングス   | 13.0 |
| アシスト   | ジェイソン・キッド   | フェニックス・サンズ     | 10.8 |
| スティール | ケンドール・ギル     | ニュージャージー・ネッツ | 2.7  |
| ブロック   | アロンゾ・モーニング | マイアミ・ヒート         | 3.9  |
| FG%        | シャキール・オニール | ロサンゼルス・レイカーズ | 57.6 |
| FT%        | レジー・ミラー       | インディアナ・ペイサーズ | 91.5 |
| 3FG%       | デル・カリー         | ミルウォーキー・バックス | 47.6 |

### 各賞
- 最優秀選手: カール・マローン, ユタ・ジャズ
- ルーキー・オブ・ザ・イヤー：ヴィンス・カーター, トロント・ラプターズ
- 最優秀守備選手賞: アロンゾ・モーニング, マイアミ・ヒート
- シックスマン賞: ダレル・アームストロング, オーランド・マジック
- MIP: ダレル・アームストロング, オーランド・マジック
- 最優秀コーチ賞: マイク・ダンリービー, ポートランド・トレイルブレイザーズ

### ロックアウトの影響
ロックアウトの影響で開幕が約2ヶ月も遅れたため、シーズンは本来の82試合から、50試合に短縮された。結果、例年ならば各チームは全チームと最低でも2回は試合をするが、このシーズンは一度も組まれないカードもあった。毎年2月に開催されるオールスターも中止となった。なお、オールスターで行われるルーキーチャレンジは、以前はルーキーチーム同士の試合だったが、この年のルーキーがルーキーチャレンジに参加できなかったため、翌年からはルーキーチームと、2年目のソフォモアチームが試合をするようになった。
また試合内容では、トレーニングキャンプ、プレシーズンなどの準備期間なしで新シーズンを迎えたためか、スタッツ面での低下が見られた。各チームの1試合平均得点は、1954年にショットクロックが導入されて以来最低となる91.6得点を記録し、前季の96.9得点から5.3点も減少した。リーグ全体のフィールドゴール成功率は43.7%であり、こちらも1960年代以来の低水準だった。
興行成績の面では、試合数が減少したため、当然シーズン総観客動員数も前季の20,352,157人から大幅減の12,134,906人だった。また一試合平均の観客動員数も16,738人で1990-91シーズン以来の減少に転じた。
シーズン終盤に翌年のドラフト上位指名権を得るためにわざと試合に負けるチームも出て、例えばバンクーバー・グリズリーズは最後の14試合で1勝、シーズン8勝に終わった。

### シーズン概要
- マイケル・ジョーダンもスコッティ・ピッペンもデニス・ロッドマンもフィル・ジャクソンも居なくなったシカゴ・ブルズは頂点から急落し、13勝37敗を記録してカンファレンス最下位まで転落した。以後のブルズはトニー・クーコッチが支えるも、それまでの栄華が嘘のような酷い低迷期へと突入する。そのブルズと2年連続ファイナルで争ったユタ・ジャズは、ジョン・ストックトン、ジェフ・ホーナセックらベテラン勢に成績の後退が見られたが、依然として高い勝率を維持し、37勝13敗を記録してリーグトップとなった。チームを牽引したカール・マローンは自身2度目のMVPを獲得した。
- ティム・ダンカン、デビッド・ロビンソンのツインタワーを擁するサンアントニオ・スパーズは、ジャズと並ぶ37勝13敗を記録。
- アキーム・オラジュワン、クライド・ドレクスラー、チャールズ・バークレーらが在籍するチームだったヒューストン・ロケッツは、シーズン前にはドレクスラーが引退するも、今度はスコッティ・ピッペンが加わり、再び大きな注目を集めるビッグスリーが誕生。このシーズンは31勝19敗とまずまずの成績を収めたが、バークレーとピッペンの確執などでシーズン終了後にはピッペンが早々と移籍してしまうため、このビッグスリーは僅か1シーズンで解散した。
- クライド・ドレクスラー移籍後、成績が横ばい状態だったポートランド・トレイルブレイザーズは、シーズン前にデイモン・スタウダマイアーを獲得。アイザイア・ライダー、ラシード・ウォーレス、スタウダマイアーら充実した顔ぶれが揃い、このシーズンはドレクスラー時代以来となる勝率7割以上を達成して、7年ぶりに地区優勝も飾った。シーズン終了後には更なる補強を敢行し、ブレイザーズは90年代末から2000年代のウエストを代表する強豪となるが、プレーオフではロサンゼルス・レイカーズやスパーズの後塵を拝した。
- シャキール・オニール擁するロサンゼルス・レイカーズは、3年目のコービー・ブライアントが大きな成長見せ、エディー・ジョーンズらとの交換でグレン・ライスを獲得するも、勝率は前季よりも下回る31勝19敗だった。
- 80年代から90年代をリーグ有数のドアマットチームとして過ごしたサクラメント・キングスはシーズン前にチームの大改革を行い、リック・アデルマンを新ヘッドコーチに招聘し、ミッチ・リッチモンドとの交換でクリス・ウェバーを獲得し、さらにブラディー・ディバッツも獲得。ドラフトではジェイソン・ウィリアムスを指名し、また1996年のNBAドラフトで指名していたペジャ・ストヤコヴィッチもこのシーズンからチームに合流した。充実したメンバーが揃ったキングスは1982-83シーズン以来となる勝率5割以上を達成し、プレーオフにも出場した。このシーズンのキングスは平均得点がリーグで唯一100得点を突破したチームだった。以後、キングスは2000年代前半を代表する強豪チームへと成長し、レイカーズの強力なライバルチームとなる。
- オーランド・マジックは新たにダレル・アームストロングが加わり、前季の勝率を大幅に上回る33勝17敗を記録して地区優勝を飾った。
- アレン・アイバーソンを中心にチーム改革に動くフィラデルフィア・76ersは、前季にはラリー・ブラウンを招聘し、ジェリー・スタックハウスとの交換でテオ・ラトリフを獲得、オフにはデリック・コールマンとの交換でマット・ガイガーらを獲得し、このシーズンは28勝22敗を記録して8シーズンぶりにプレーオフ出場を果たした。
- ミネソタ・ティンバーウルブズはトム・ググリオッタがチームを去り、新たにジョー・スミスが加入。しかしこの時のスミスとの契約が後にリーグの規定を違反していたことが発覚し、ウルブズは以後5年間のドラフト1巡目指名権を剥奪された。またステフォン・マーブリーはケビン・ガーネットが結んだ長期高額契約に嫉妬を露にし、トレード要求した末にニュージャージー・ネッツに移籍した。
- 前季4シーズンぶりにプレーオフに進出したニュージャージー・ネッツはステフォン・マーブリーを獲得し、ポジションが重なるサム・キャセールを放出したが、故障者が続出したこともあり、チームは大幅に負け越した。そのキャセールを獲得したミルウォーキー・バックスはオフにジョージ・カールを新ヘッドコーチに抜擢し、グレン・ロビンソン、レイ・アレン、キャセールら優秀なメンバーが揃って8シーズンぶりにプレーオフに進出した。
- スティーブ・スミス、ムーキー・ブレイロック、ディケンベ・ムトンボらが揃うアトランタ・ホークスはこのシーズンも勝率6割以上の好成績を記録するが、シーズン終了後にはスミスが移籍するなどし、翌シーズンから長い低迷期に突入する。
- シアトル・スーパーソニックスはリーディングスコアラーだったヴィン・ベイカーが19試合を欠場し、前季よりも勝率を大幅に落として9シーズンぶりにプレーオフを逃した。90年代をリーグ屈指の強豪チームとして過ごしたソニックスも、以後再び輝きを取り戻すことはなく、勝率5割前後を行き来するシーズンが続く。
- グレン・ライス、ブラディー・ディバッツらを失ったシャーロット・ホーネッツは開幕から不振に陥り、シーズン途中でデイブ・コーウェンスがヘッドコーチを解任された。ポール・サイラス新HC就任後は持ち直し、勝率も5割を越えたが、惜しくもプレーオフには届かなかった。
- ヴィンス・カーターが加入したトロント・ラプターズは創部以来初めて勝率4割に達し、カーターは新人王に選ばれた。
- ダラス・マーベリックスはこのシーズンも大きく負け越すも、ドラフトではダーク・ノヴィツキーを指名し、またスティーブ・ナッシュも獲得。大黒柱のマイケル・フィンリーにノビツキー、ナッシュと後のチームの核となるメンバーが揃い、またシーズン中にはドン・ネルソンがヘッドコーチに招聘された。

シカゴ・ブルズの解体で始まったこのシーズンは、ブルズの転落、スーパーソニックスの不振、トレイルブレイザーズ、キングスなどの躍進など、リーグ全体で世代交代が本格化し始めたシーズンとなった。スタッツリーダーではマイケル・ジョーダンとデニス・ロッドマン、ジョン・ストックトンの指定席だった得点王とリバウンド王、アシスト王にはそれぞれアレン・アイバーソンとクリス・ウェバー、ジェイソン・キッドが就き、主要5部門を90年代にNBA入りした選手が独占した。また各オールチームも90年代にNBA入りした選手が大半となった。90年代も終わりに近づき、ようやくリーグの主役の座は、次世代の選手たちに譲られたのである。

## プレーオフ・ファイナル
|  | ファースト ラウンド        | ファースト ラウンド | ファースト ラウンド  |   |                      | カンファレンス セミファイナル | カンファレンス セミファイナル | カンファレンス セミファイナル |  |   | カンファレンス ファイナル | カンファレンス ファイナル | カンファレンス ファイナル |  |    | NBAファイナル | NBAファイナル | NBAファイナル |
|  |                            |                     |                      |   |                      |                               |                               |                               |  |   |                           |                           |                           |  |    |               |               |               |
|  | 1                          | スパーズ            | 3                    |   |                      |                               |                               |                               |  |   |                           |                           |                           |  |    |               |               |               |
|  | 8                          | ティンバーウルブズ  | 1                    |   |                      |                               |                               |                               |  |   |                           |                           |                           |  |    |               |               |               |
|  | 8                          | ティンバーウルブズ  | 1                    |   | 1                    | スパーズ                      | 4                             |                               |  |   |                           |                           |                           |  |    |               |               |               |
|  |                            |                     |                      |   | 1                    | スパーズ                      | 4                             |                               |  |   |                           |                           |                           |  |    |               |               |               |
|  |                            | 4                   | レイカーズ           | 0 |                      |                               |                               |                               |  |   |                           |                           |                           |  |    |               |               |               |
|  | 4                          | 4                   | レイカーズ           | 0 | レイカーズ           | 3                             |                               |                               |  |   |                           |                           |                           |  |    |               |               |               |
|  | 4                          |                     |                      |   | レイカーズ           | 3                             |                               |                               |  |   |                           |                           |                           |  |    |               |               |               |
|  | 5                          | ロケッツ            | 1                    |   |                      |                               |                               |                               |  |   |                           |                           |                           |  |    |               |               |               |
|  | 5                          | ロケッツ            | 1                    |   |                      |                               |                               |                               |  | 1 | スパーズ                  | 4                         |                           |  |    |               |               |               |
|  | イースタン・カンファレンス |                     |                      |   |                      |                               |                               |                               |  | 1 | スパーズ                  | 4                         |                           |  |    |               |               |               |
|  |                            | 2                   | トレイルブレイザーズ | 0 |                      |                               |                               |                               |  |   |                           |                           |                           |  |    |               |               |               |
|  | 3                          | 2                   | トレイルブレイザーズ | 0 | ジャズ               | 3                             |                               |                               |  |   |                           |                           |                           |  |    |               |               |               |
|  | 3                          |                     |                      |   | ジャズ               | 3                             |                               |                               |  |   |                           |                           |                           |  |    |               |               |               |
|  | 6                          | キングス            | 2                    |   |                      |                               |                               |                               |  |   |                           |                           |                           |  |    |               |               |               |
|  | 6                          | キングス            | 2                    |   | 3                    | ジャズ                        | 2                             |                               |  |   |                           |                           |                           |  |    |               |               |               |
|  |                            |                     |                      |   | 3                    | ジャズ                        | 2                             |                               |  |   |                           |                           |                           |  |    |               |               |               |
|  |                            | 2                   | トレイルブレイザーズ | 4 |                      |                               |                               |                               |  |   |                           |                           |                           |  |    |               |               |               |
|  | 2                          | 2                   | トレイルブレイザーズ | 4 | トレイルブレイザーズ | 3                             |                               |                               |  |   |                           |                           |                           |  |    |               |               |               |
|  | 2                          |                     |                      |   | トレイルブレイザーズ | 3                             |                               |                               |  |   |                           |                           |                           |  |    |               |               |               |
|  | 7                          | サンズ              | 0                    |   |                      |                               |                               |                               |  |   |                           |                           |                           |  |    |               |               |               |
|  | 7                          | サンズ              | 0                    |   |                      |                               |                               |                               |  |   |                           |                           |                           |  | W1 | スパーズ      | 4             |               |
|  |                            |                     |                      |   |                      |                               |                               |                               |  |   |                           |                           |                           |  | W1 | スパーズ      | 4             |               |
|  |                            | E8                  | ニックス             | 1 |                      |                               |                               |                               |  |   |                           |                           |                           |  |    |               |               |               |
|  | 1                          | E8                  | ニックス             | 1 | ヒート               | 2                             |                               |                               |  |   |                           |                           |                           |  |    |               |               |               |
|  | 1                          |                     |                      |   | ヒート               | 2                             |                               |                               |  |   |                           |                           |                           |  |    |               |               |               |
|  | 8                          | ニックス            | 3                    |   |                      |                               |                               |                               |  |   |                           |                           |                           |  |    |               |               |               |
|  | 8                          | ニックス            | 3                    |   | 8                    | ニックス                      | 4                             |                               |  |   |                           |                           |                           |  |    |               |               |               |
|  |                            |                     |                      |   | 8                    | ニックス                      | 4                             |                               |  |   |                           |                           |                           |  |    |               |               |               |
|  |                            | 4                   | ホークス             | 0 |                      |                               |                               |                               |  |   |                           |                           |                           |  |    |               |               |               |
|  | 4                          | 4                   | ホークス             | 0 | アトランタ・ホークス | 3                             |                               |                               |  |   |                           |                           |                           |  |    |               |               |               |
|  | 4                          |                     |                      |   | アトランタ・ホークス | 3                             |                               |                               |  |   |                           |                           |                           |  |    |               |               |               |
|  | 5                          | ピストンズ          | 2                    |   |                      |                               |                               |                               |  |   |                           |                           |                           |  |    |               |               |               |
|  | 5                          | ピストンズ          | 2                    |   |                      |                               |                               |                               |  | 8 | ニックス                  | 4                         |                           |  |    |               |               |               |
|  | ウェスタン・カンファレンス |                     |                      |   |                      |                               |                               |                               |  | 8 | ニックス                  | 4                         |                           |  |    |               |               |               |
|  |                            | 2                   | ペイサーズ           | 2 |                      |                               |                               |                               |  |   |                           |                           |                           |  |    |               |               |               |
|  | 3                          | 2                   | ペイサーズ           | 2 | マジック             | 1                             |                               |                               |  |   |                           |                           |                           |  |    |               |               |               |
|  | 3                          |                     |                      |   | マジック             | 1                             |                               |                               |  |   |                           |                           |                           |  |    |               |               |               |
|  | 6                          | 76ers               | 3                    |   |                      |                               |                               |                               |  |   |                           |                           |                           |  |    |               |               |               |
|  | 6                          | 76ers               | 3                    |   | 6                    | 76ers                         | 0                             |                               |  |   |                           |                           |                           |  |    |               |               |               |
|  |                            |                     |                      |   | 6                    | 76ers                         | 0                             |                               |  |   |                           |                           |                           |  |    |               |               |               |
|  |                            | 2                   | ペイサーズ           | 4 |                      |                               |                               |                               |  |   |                           |                           |                           |  |    |               |               |               |
|  | 2                          | 2                   | ペイサーズ           | 4 | ペイサーズ           | 3                             |                               |                               |  |   |                           |                           |                           |  |    |               |               |               |
|  | 2                          |                     |                      |   | ペイサーズ           | 3                             |                               |                               |  |   |                           |                           |                           |  |    |               |               |               |
|  | 7                          | バックス            | 0                    |   |                      |                               |                               |                               |  |   |                           |                           |                           |  |    |               |               |               |

### ツインタワーの覇権
サンアントニオ・スパーズはABA時代からプレーオフ進出を逃したのは5回のみという、リーグきっての強豪チームだったが、しかしそのスパーズをもってしても、優勝までは困難な道のりだった。
ジョージ・ガービン以後、絶対的なエースに恵まれなかったスパーズは1980年代後半から4シーズン連続で勝率5割を下回ったが、1987年のNBAドラフトでデビッド・ロビンソンを指名し、スパーズは以後10年に渡ってチームの柱となる選手を手に入れた。ロビンソンがチームに合流した1989年には56勝を記録する大躍進を遂げ、以後90年代のウエストを代表する強豪チームとして過ごすことになる。ロビンソンもまたリーグを代表するセンターとして名声を高めるが、しかしロビンソンはプレーオフに入るとスケールダウンしてしまうという一面があり、周囲からは度々「リーダーシップに欠ける」と指摘された。1994-95シーズンにスパーズは62勝を記録し、ロビンソンはMVPを獲得しているが、このシーズンのプレーオフではヒューストン・ロケッツのアキーム・オラジュワンの前に完敗している。翌シーズンも59勝の好成績を残すが、プレーオフではやはり勝ち残れず、スパーズの悲願は達成されなかった。
そんなスパーズの転換期となったのが、翌1996-97シーズンのことである。このシーズン、ロビンソンはシーズンの大半を欠場し、スパーズは大きく負け越した。しかしこれが不幸中の幸いとなり、スパーズは1998年のNBAドラフトの1位指名権を獲得。このシーズンからスパーズを指揮するグレッグ・ポポヴィッチHCは、迷わずこの指名権をティム・ダンカンに行使した。ロビンソンを指名してから約10年後に、スパーズは再び今後10年チームの柱となる選手を手に入れたのである。216cmのロビンソンと211cmのダンカンのインサイドコンビは他チームの脅威となり、"ツインタワー"として注目を集めた。
スパーズはツインタワーに加え、長らくロビンソンの相棒を務めてきたショーン・エリオットに、ポイントガードのエイブリー・ジョンソンと充実した顔ぶれで1997-98シーズンを迎え、56勝の好成績を記録して強豪復活を遂げた。33歳となったロビンソンはチームの主役の座をダンカンに譲り、自らは積極的にダンカンのサポート役に徹するようになった。そしてこのシーズン、ロビンソンの成績は大きく後退したが、チームはダンカンを中心に機能し、前季の勝率を上回る37勝13敗を記録し、リーグトップとなった。
プレーオフに入ってスパーズの前に立ちはだかったのは、かつてスパーズと共にウエストの覇を競い合ったロケッツやユタ・ジャズ、フェニックス・サンズなどではなく、ミネソタ・ティンバーウルブズやロサンゼルス・レイカーズ、ポートランド・トレイルブレイザーズら近年力を付けてきた新興チームだった。年季が違うスパーズは若いチームを蹴散らし、11勝1敗という圧倒的な強さでチーム史上初となるファイナル進出を果たした。
一方シカゴ・ブルズという絶対的な覇者を失ったイーストのプレーオフは混乱した。1回戦は4ブロックのうち2ブロックでアップセットが起こり、そしてファイナルに勝ち進んだのは第8シードのチーム、ニューヨーク・ニックスだった。
ニックスと言えばパトリック・ユーイングのチームであり、そして90年代を代表する強豪チームだったが、彼らの行く手には常にマイケル・ジョーダン率いるシカゴ・ブルズが立ちはだかり、ジョーダンが1度目の引退をしていた1993-94シーズンにはようやくファイナルに進出するも、オラジュワン率いるロケッツの前に優勝は叶わなかった。90年代後半に入ると30歳を越えたユーイングは多くの故障を抱えるようになり、チームはアラン・ヒューストンやラリー・ジョンソン、ラトレル・スプリーウェル、カート・トーマスを獲得するなどチームの若返りを図り始めていた。ニックスのファイナル進出は、そんなニックスのチーム改革の成果と言えたが、本命不在というイースト事情と、50試合に短縮された異例のシーズンの副産物でもあった。
このシーズンのユーイングは故障を抱えたままのプレイが続き、チームも27勝23敗と決して好調とは言えず、プレーオフは第8シードでのスタートとなった。そして1回戦でかつてニックスを率いたパット・ライリーが指揮するマイアミ・ヒートと対決し、ヒートのティム・ハーダウェイが故障を抱え満足なプレイが出来なかったことも手伝って、ニックスは3勝2敗の末に第1シードのヒートを破るというアップセットを果たした。さらにカンファレンス準決勝ではアトランタ・ホークスをスイープで破り、カンファレンス決勝ではニックスの宿敵インディアナ・ペイサーズと対決。このシリーズ中に故障を押してプレイし続けてきたユーイングが遂に戦線離脱するも、ニックスは4勝1敗でペイサーズを退け、ついにファイナル進出を果たした。第8シードのファイナル進出はNBA史上初の出来事である。
スパーズ対ニックスは90年代屈指の強豪チーム同士の対決であり、ロビンソンとユーイングは共に80年代にNBA入りを果たした90年代を代表するセンターだが、しかしその内容はリーグ全体を覆う世代交代の波に大きく影響を受けたものとなり、両チームとも主役の座は若い選手たちに譲っていた。一方で両チームの戦力バランスは対照的で、ダンカンとロビンソンのインサイドコンビが主力のスパーズに対し、ニックスはスプリーウェルとヒューストンのバックコートコンビが主力だった。もっともニックスの場合はユーイング不在という緊急事態を前に2人に頼るしか道はなかった。2人を中心にしたニックスは走るチームとしてスパーズに対抗し、またユーイングの穴をマーカス・キャンビーとカート・トーマスら若手ビッグマンが埋めたが、"ツインタワー"擁するスパーズがシリーズを優位に進めた。

#### 第1戦
ティム・ダンカンは初の大舞台となったファイナル第1戦の前半は不調に陥り、僅か4得点2リバウンドに終わった。試合はニックスペースになるかに思われたが、第2Qに入るとスパーズのディフェンス力がニックスを苦しめ、ニックスはこのクォーター、ファイナル最低記録となる10得点に終わった。スパーズは一気に逆転を果たし、この時の点差が決め手となってスパーズが89-77で初戦を飾った。
前半不調だったダンカンも終わってみれば33得点16リバウンドという堂々たる数字を残し、デビッド・ロビンソンは13得点9リバウンド7アシスト、ベンチスタートのジャレン・ジャクソンは17得点を記録した。ニックスはラトレル・スプリーウェル、アラン・ヒューストンがそれぞれ19得点を記録したほか、ベンチスタートのカート・トーマスが13得点16リバウンド、マーカス・キャンビーが10得点を記録した。

#### 第2戦
リーグ屈指のディフェンス力を誇るスパーズがニックスを粉砕し、80-67でスパーズが2連勝を飾った。スパーズはダンカンが25得点15リバウンド4ブロック、ロビンソンが16得点11リバウンド5ブロック、マリオ・エリーは15得点を記録。ニックスはスプリーウェルが25得点、ヒューストンが19得点、キャンビーが11リバウンドを記録したが、チームのFG成功率が32.9%に沈んだ。
なお、スパーズはこの勝利でプレーオフに入ってから12連勝を飾ったことになり、これはNBA新記録となった。またスパーズが本拠地を置くサンアントニオは、他にプロスポーツチームがないことからスパーズに対する思い入れが非常に強いことで知られ、スパーズの初優勝を掛けた今回のファイナルでは、アラモドームに大勢のファンが押し寄せ、第1戦では39,514人、第2戦では39,554人の観客を動員し、これもNBAファイナル記録となった。ドームの客席を埋め尽くしたスパーズファンは、「スイープ」の大合唱で、彼らのチームをニューヨークに送り出した。

#### 第3戦
スパーズファンの期待はマディソン・スクエア・ガーデンでの初戦で早々と裏切られた。ダンカンとロビンソンがゴール下に陣取るスパーズに対し、ニックスはヒューストンがミドルレンジ、あるいはロングレンジからのシュートを次々と決めて34得点を記録。スプリーウェルも24得点、ラリー・ジョンソンは16得点と、ニックスの誇るガード-フォワード陣が爆発してスパーズを粉砕し、89-81でニックスがシリーズ初勝利を飾り、スパーズの連勝記録は12でストップした。スパーズはロビンソンが25得点10リバウンド、ダンカンが20得点12リバウンドを記録したが、チーム全体で20のターンオーバーを喫したことが敗因に繋がった。

#### 第4戦
スパーズのツインタワーがニックスを圧倒し、96-89で勝利したスパーズが初優勝に王手を掛けた。この日ダンカンは28得点18リバウンド、ロビンソンは14得点17リバウンドを記録し、2人が奪ったリバウンド数計35本は、ニックス全体の34本を上回った。またこの日はサポート陣の援護射撃もあり、スパーズの先発5人全員が二桁得点を達成している。ニックスはスプリーウェルが26得点、ヒューストンが20得点、先発に昇格したキャンビーが20得点13リバウンドを記録した。

#### 第5戦
スパーズの3勝1敗で迎えた第5戦は、両チームの新エースとなったダンカンとスプリーウェルの対決となり、人々はこの日の両者の戦いぶりを「ビル・ラッセルとマイケル・ジョーダンの戦い」と表現した。第3Qではスプリーウェルが連続14得点を稼ぐと、ダンカンもその間のスパーズの15得点のうち14得点をあげるなど、試合は完全にこの2人が支配していた。両チームとも譲らず接戦となった第5戦は、残り1分を切って77-76とニックスが1点のリードを守っていた。逆転を狙うスパーズは当然ダンカンにボールを託し、そしてニックスも当然のようにダンカンを警戒した。しかしダンカンはすぐにショーン・エリオットにパスアウトすると、そのエリオットはドライブから左コーナーで待つオープンのエイブリー・ジョンソンにパス。"小さな将軍"と呼ばれたジョンソンは18フィートの位置からジャンプシュートを放ち、ボールは見事にニックスゴールに収まった。スパーズは78-77と逆転を果たし、これが決勝点となってスパーズが創部32年目にして初の、また元ABA所属チームとしても初めてとなる優勝を遂げた。
ファイナルMVPはシリーズ平均27.4得点14.0リバウンド2.2ブロックを記録し、この日も31得点9リバウンドを記録したティム・ダンカンが選ばれた。ロビンソンはこの日15得点12リバウンドを記録し、プロ10年目にしての初優勝に自ら華を添えた。殊勲の決勝シュートを決めたエイブリー・ジョンソンは8得点9アシスト、ジャレン・ジャクソンとマリオ・エリーはそれぞれ11得点、10得点を記録した。ニックスはスプリーウェルが35得点、ヒューストンが16得点を記録。ガード-フォワード陣の得点はニックスが圧倒したが、インサイドではユーイング不在が響き、キャンビーやカート・トーマスの健闘が光ったものの、やはりツインタワーには歯が立たなかった。
悲願の初優勝にスパーズとサンアントニオは歓喜に沸くも、しかし周囲からは本来の82試合のシーズンを戦い抜いた上での優勝ではないことから、今回の優勝は「本物の優勝ではない」との声もあがった。正当な評価を受けるためにも、スパーズには連覇の期待が掛かったが、しかしスパーズが次に優勝するのは4年先のことだった。彼らの前に、シャキール・オニールとコービー・ブライアントという稀代の名コンビを擁したロサンゼルス・レイカーズが立ちはだかったからである。スパーズはロビンソンを始めとする主力選手の多くがキャリア末期を迎え、チームの再編に迫られることになるが、選手人事権を握るグレッグ・ポポヴィッチは海外に目を向けることでこの困難な課題を克服する。スパーズの海外戦力獲得は、リーグ全体のグローバル化の顕著な例となった。
一方奇跡的なファイナル進出を果たしたニックスは、以後もユーイングの衰えが止まらず、チームはヒューストンとスプリーウェルのチームとなり、暫くは中堅チームとしての地位を維持するが、チーム成績の下降を止めることはできなかった。2008年現在、ニックスがファイナルに進出したのはこのシーズンが最後となっており、2000年代最初の10年の大半はドアマットチームとして過ごすことになる。

#### 結果
| チーム                   | 第1戦 | 第2戦 | 第3戦 | 第4戦 | 第5戦 | 結果 |
| ------------------------ | ----- | ----- | ----- | ----- | ----- | ---- |
| サンアントニオ・スパーズ | 89    | 80    | 81    | 96    | 78    | 4    |
| ニューヨーク・ニックス   | 77    | 67    | 89    | 89    | 77    | 1    |

ニューヨーク・ニックス：ジェフ・バン・ガンディー 

パトリック・ユーイング |
ラトレル・スプリーウェル |
アラン・ヒューストン |
ラリー・ジョンソン |
カート・トーマス |
チャーリー・ウォード |
マーカス・キャンビー |
クリス・チャイルズ |
クリス・ダドリー |
ベン・デイビス |
ハーブ・ウィリアムス |
リック・ブランソン |
デビッド・ウィンゲート |

## ラストシーズン
- リック・マホーン　（1980-99）　ローポストにおける名ディフェンダーとして活躍し、デトロイト・ピストンズ時代は優勝も経験した。引退後はピストンズのラジオ解説者を務めるほか、ピストンズ時代のチームメイトビル・レインビアが指揮するデトロイト・ショックでアシスタントコーチを務めた。
- エディー・ジョンソン　（1981-99）　ドアマットチーム時代のサクラメント・キングスをエースとして支えた後は、各チームを転々とした。引退後は解説者に転向。なお、NBAには同時期に活躍したもう一人のエディー・ジョンソン（エドワード・ジョンソン・ジュニア）がおり、ジョンソン・ジュニアが後年強姦罪で逮捕された時には、一部の報道でどちらのエディー・ジョンソンかで混乱が起きた。
- ハーブ・ウイリアムス　（1981-99）　ドアマットチーム時代のインディアナ・ペイサーズのエースセンターとして活躍し、ダラス・マーベリックス時代を経て、キャリア後半はニューヨーク・ニックスでプレイし、2度ファイナルを経験した。引退後はコーチ職に転向。
- ドミニク・ウィルキンス　（1982-99）　80年代から90年代前半を代表するスター選手として活躍し、強豪アトランタ・ホークスを率いた。ホークスを放出されてからは各チームを転々とし、ラストシーズンはオーランド・マジックで迎えた。NBAでは優勝を経験できなかったが、一時NBAを離れ、ヨーロッパでプレイしていた時期があり、この時ユーロリーグ優勝を経験している。
- サール・ベイリー　（1983-99）　長年ユタ・ジャズでプレイした後、1994年からはユーロリーグでプレイし、このシーズンにジャズに復帰した。引退後は解説者、歌手、作曲家などで活躍。
- デレック・ハーパー　（1983-99）　80年代の強豪チームダラス・マーベリックスの中心選手として活躍。引退後は解説者に転向。
- ジョー・デュマース　（1985-99）　プロ入り以来ピストンズ一筋でプレイ。彼の引退でピストンズに"バッドボーイズ"時代を知る選手は居なくなった。引退後はピストンズのジェネラルマネージャーに就任し、辣腕を発揮。2004年にはピストンズを3度目の優勝に導いた。
- ジェラルド・ウィルキンス　（1985-99）　パトリック・ユーイングと同時にニックス入りし、その隆盛を助けたが、90年代に入ると各チームを転々とした。ドミニク・ウィルキンスの実弟であり、兄が引退した年と同じ年に引退した。
- ホット・ロッド・ウィリアムス　（1986-99）　強豪時代のクリーブランド・キャバリアーズの中心選手の一人。
- ロニー・サイカリー　（1988-99）　レバノン出身のセンター。